# Sampo Karjalainen
Pour les articles homonymes, voir Karjalainen (homonymie).
Sampo Karjalainen est le créateur de Sulake Corporation, né en 1977, il créa cette corporation  afin de créer des réseaux sociaux dits "pour les jeunes". Son entreprise a fait fortune dès son ouverture en 2003. Il quitte Sulake Corporation et Habbo Hotel en 2013 après avoir été pendant près de 13 ans cofondateur. En janvier 2012 il cocrée ProtoGeo avec Juho Pennanen et Jukka Partanen, une application de suivi d'activités de fitness quotidiennes pour iOS et Android et devient chef de la direction.

## Projets
- 1994 avec To Point
- 1998 avec Satama Interactive
- 2000 avec Ego Taivas media lab
- 2000 avec Sulake Corporation
- 2012 avec ProtoGeo